# Eurybistus mjobergi
Eurybistus mjobergi is een insect uit de orde Phasmatodea en de  familie Aschiphasmatidae. De wetenschappelijke naam van deze soort is voor het eerst geldig gepubliceerd in 2001 door Bragg.